# August Dillmann

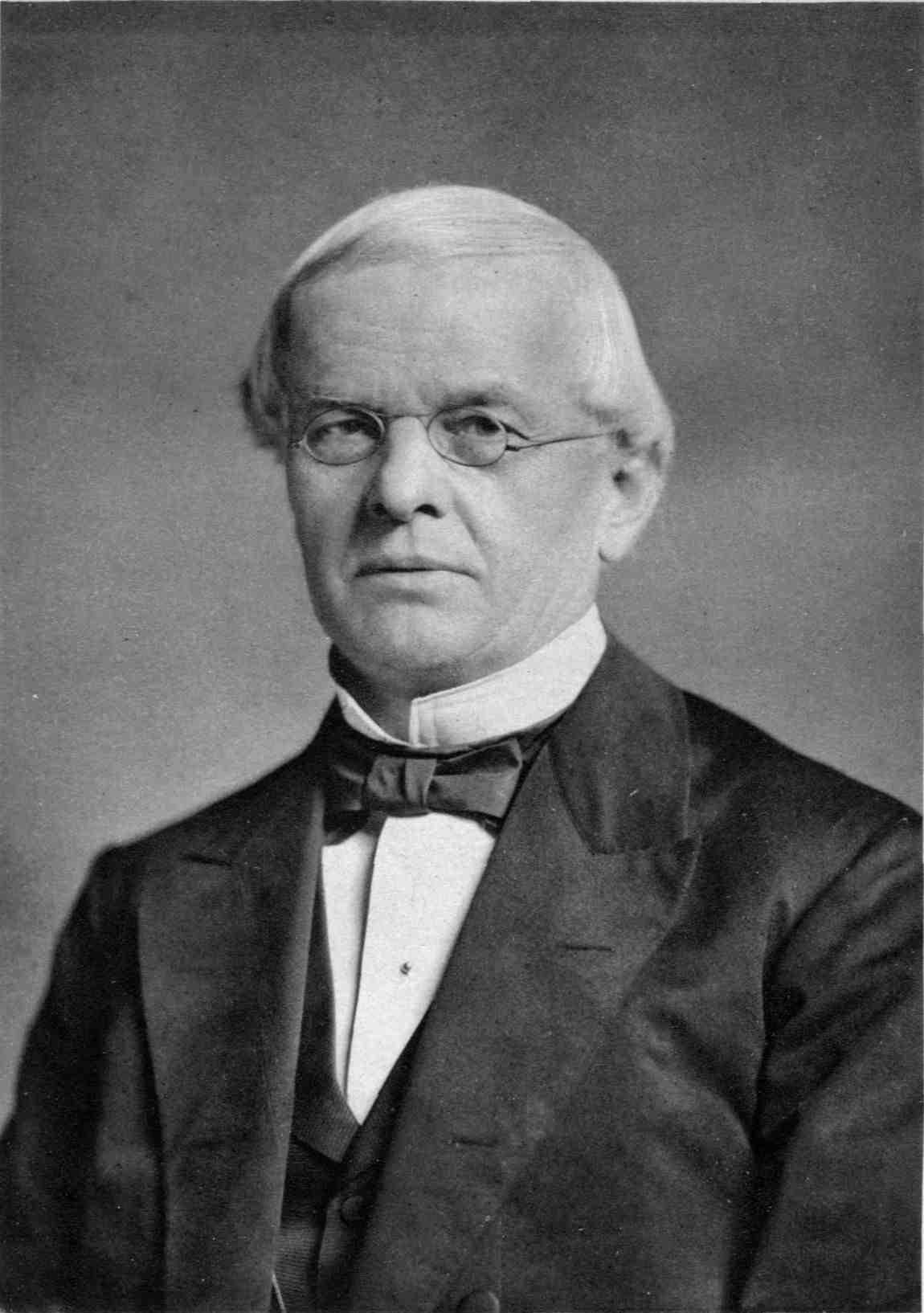
August Dillmann

Christian Friedrich August Dillmann (* 25. April 1823 in Illingen (Württemberg); † 4. Juli 1894 in Berlin) war ein deutscher Orientalist und evangelischer Theologe. Er gilt als Neubegründer der äthiopischen Philologie (Äthiopistik) im deutschsprachigen Raum. Dillmann war Professor für Altes Testament und orientalische Sprachen an den Universitäten Kiel (1854–64), Gießen (1864–69) und Berlin (1869–1894).

## Leben
August Dillmann war ein Sohn des Illinger Schulmeisters Elias Dillmann (1794–1877) und der ältere Bruder des Pädagogen Christian von Dillmann (1829–1899).
Ab 1840 studierte Dillmann an der Universität Tübingen Theologie und Philosophie. Im Jahr 1844 wurde er Mitglied der Königsgesellschaft Roigel, einer Tübinger Studentenverbindung. Er widmete sich als Schüler des Alttestamentlers Heinrich Ewald auch dem Studium orientalischer Sprachen. Nach der Promotion zum Dr. phil. studierte er von 1846 bis 1848 äthiopische Handschriften in Paris, London und Oxford. Nach seiner Rückkehr wurde Dillmann in Tübingen Repetent am Tübinger Stift, 1851 Privatdozent und 1853 außerordentlicher Professor.
1854 wechselte er in dieser Eigenschaft an die philosophische Fakultät der Universität Kiel, wo er 1860 die ordentliche Professur der orientalischen Sprachen erhielt. 1864 wechselte Dillmann als ordentlicher Professor der alttestamentlichen Exegese an die theologische Fakultät der Universität Gießen. 1869 wurde er an der Universität Berlin als Nachfolger von Ernst Wilhelm Hengstenberg Professor für Altes Testament und orientalische Sprachen. 1875/76 bekleidete er das Amt des Rektors an der Berliner Universität. Beim internationalen Orientalistenkongress 1881 war er Präsident. Ab 1872 war er auswärtiges Mitglied der Bayerischen Akademie der Wissenschaften und ab 1877 ordentliches Mitglied der Preußischen Akademie der Wissenschaften.
Als hervorragender Kenner der äthiopischen Sprache und Literatur wurde Dillmann als Neubegründer der äthiopischen Philologie bekannt. Meisterwerke philologischer Kleinarbeit sind seine Kommentare zum Alten Testament.
August Dillmann starb 1894 im Alter von 71 Jahren in Berlin und wurde auf dem Alten St.-Matthäus-Kirchhof in Schöneberg beigesetzt. Das Grab ist nicht erhalten geblieben. Dillmanns wissenschaftlicher Nachlass und seine Bibliothek (ca. 5000 Bände) wurden durch Paul Haupt (finanziert durch den deutschstämmigen Tabakhändler Georg Wilhelm Gail) 1898 der Bibliothek der Johns-Hopkins-Universität in Baltimore gestiftet.

## Schriften
- Catalogus codicum manuscriptorum orientalium qui in Museo Britannico asservantur. 3: Codices aethiopicos amplectens. Museum Britannicum, London 1841. (Digitalisat)
- Liber Henoch aethiopice, ad quinque codicum fidem editus cum variis lectionibus. Vogel, Leipzig 1851. (Digitalisat)
- Zur Geschichte des abyssinischen Reichs. In: Zeitschrift der Deutschen Morgenländischen Gesellschaft, Band 7. 1853. S. 338–364 (Digitalisat).
- Bemerkungen zu dem äthiopischen Pastor Hermae. In: Zeitschrift der Deutschen Morgenländischen Gesellschaft, Band 15. 1861. S. 111–125 (Digitalisat).
- Noch einige Bemerkungen zum Buch Henoch. In: Zeitschrift der Deutschen Morgenländischen Gesellschaft, Band 15. 1861. S. 126–131 (Digitalisat).
- Grammatik der äthiopischen Sprache. Weigel, Leipzig 1857. (Digitalisat)
- Lexicon linguae aethiopicae cum indice latino. Weigel, Leipzig 1865. (Digitalisat)
- Chrestomathia aethiopica. Weigel, Leipzig 1866. (Digitalisat)
- Der Verfall des Islâm. Rede zur Gedächtnisfeier der Friedrich-Wilhelms-Universität zu Berlin am 3.8.1876. Vogt, Berlin 1876. (Digitalisat)
- Ascensio Isaiae, aethiopice et latine : cum prolegomenis, adnotationibus criticis et exegeticis, additis versionum latinarum reliquiis. Brockhaus, Leipzig 1877. (Digitalisat)
- Verzeichniss der abessinischen Handschriften. Vogt, Berlin 1878. (Digitalisat)
- Handbuch der alttestamentlichen Theologie. Aus dem Nachlass des Verfassers herausgegeben von Rudolf Kittel. Hirzel, Leipzig 1895. (Digitalisat)